# Bajsz
Bajsz (arab. بيش) – miasto w południowo-zachodniej Arabii Saudyjskiej, w prowincji Dżizan. Według spisu ludności na rok 2010 liczyło 30 835 mieszkańców.